# Callopsylla kazbegiensis
Callopsylla kazbegiensis är en loppart som beskrevs av Goncharov 1980. Callopsylla kazbegiensis ingår i släktet Callopsylla och familjen fågelloppor. Inga underarter finns listade i Catalogue of Life.